# Neron
Neron è un personaggio dei fumetti della DC Comics, un immaginario demone introdotto da Mark Waid e Howard Porter nel novembre 1995 sulle pagine del primo episodio del crossover Underworld Unleashed.

## Biografia
Neron è un demone che stringe dei patti con i mortali ai quali viene dato più potere in cambio della propria anima. Nella sua prima apparizione in Underworld Unleashed, lui cerca di reclutare eroi e criminali al suo servizio ma il suo piano fu sventato da Capitan Marvel e Trickster che liberarono le persone da sotto il controllo di Neron, perché quest'ultimo non può prendere un'anima pura. La storia finisce con Capitan Marvel che si sacrificò per liberare eroi e criminali dall'influenza che Neron aveva sulle loro menti e sui i loro corpi.
Durante questo arco narrativo, molti criminali vendettero l'anima. Come ad esempio il Joker che l'ha venduta per un pacco di sigari o Lobo che ha venduto la sua anima per avere in cambio quella di Neron ma quest'ultimo non avendo un'anima propria ridiede a Lobo la sua e Lobo al posto di riprendersi la propria anima, desiderò un neuro-trasmettitore nella testa di Neron; ma non venne approfondita la durata di questo neuro-trasmettitore nella testa del demone quindi si suppone che non lo abbia più.
Neron aveva ucciso anche Wonder Woman che però fu resuscitata dagli dei dell'olimpo.

### 52
Neron in seguito, viene chiamato alla Torre del Fato da Ralph Dibny da parte di Felix Faust. Ma dopo che Ralph non disse il motivo della chiamata, Neron lo uccise e di conseguenza scoprì che era una trappola per intrappolarlo nella torre del Dottor Fate.

### Un anno dopo
Neron (in modo sconosciuto) riuscì ad uscire dalla torre per poi imbattersi nei Teen Titans accrescendo i poteri di Kid Devil. Dopo che i fratelli Blaze e Satanus (figli illegittimi del Mago Shazam) presero il controllo del purgatorio, cercarono di prendere anche il controllo dell'inferno, dando alle anime dannate un po' di speranza. Neron si oppose ma Satanus trasformò le anime da cui Neron traeva potere, in esseri umani indebolendolo di conseguenza e Satanus approfittò di quel momento di debolezza per decapitarlo.

## Poteri e abilità
Neron prendendo le anime dei mortali diventa sempre più potente ed una volta che il proprietario dell'anima muore, finisce all'inferno e diventa servo e fonte di potere di Neron.